# 生体高分子
生体高分子（せいたいこうぶんし、英: biopolymers）とは、生物の細胞が作り出す天然の高分子である。生体高分子は、モノマー単位が共有結合して構成された大きな分子である。生体高分子は、使用されるモノマーと形成される生体高分子の構造によって、ポリヌクレオチド、ポリペプチド、および多糖の3つの主要なクラスに分類される。RNAやDNAなどのポリヌクレオチドは、13個以上のヌクレオチドモノマーで構成される長い高分子である。ポリペプチド（またはタンパク質）は、アミノ酸の重合体であり、いくつかの主な例としては、コラーゲン、アクチン、フィブリンがある。多糖とは、直鎖状または分岐状の高分子炭水化物のことで、たとえばデンプン、セルロース、アルギン酸が含まれる。生体高分子の別の例としては、天然ゴム（イソプレンの高分子）、スベリンとリグニン（ポリフェノールの複合高分子）、クチンやクタン（長鎖脂肪酸の複合高分子）、メラニンなどがある。
生体高分子は、食品産業、製造業、包装、生物医学工学など、さまざまな用途で使用されている。

DNAの構造は、一対の生体高分子であるポリヌクレオチドが二重らせん構造を形成している。

## 生体高分子と合成高分子
生体高分子と合成高分子の大きな違いは、その構造に見られる。すべての高分子は、モノマーと呼ばれる繰り返しの単位からできている。生体高分子は明確な構造を持っていることがよくあるが、これは明確な特徴ではない（例：リグノセルロース）。タンパク質の場合、正確な化学組成とこれらの単位が配置された順序を一次構造と呼ぶ。多くの生体高分子は、自発的に特徴的なコンパクトな形状に折りたたまれる（詳細はタンパク質フォールディングを参照。二次構造と三次構造も参照）。これらは生物学的機能を決定するものであり、一次構造に複雑に依存している。構造生物学は、生体高分子の構造的特性を研究する学問のことである。一方、合成高分子の多くは、はるかに単純でランダム（または確率的な）な構造を持っている。この事実は、生体高分子にはない分子量分布に繋がる。実際、生体内（in vivo）のほとんどのシステムでは、テンプレートに沿ったプロセスで合成が制御されているため、ある種類の生体高分子（たとえば、ある特定のタンパク質）はすべて似通っていて、同じような配列と数のモノマーを含み、同じ質量を持っている。この現象は単分散性と呼ばれ、合成高分子の多分散性とは対照的ある。その結果、生体高分子の多分散性指数は1になる。

## 記法と命名法

### ポリペプチド
ポリペプチドを構成するアミノ酸残基を、アミノ末端からカルボキシル酸末端に向かって列挙することが慣習となっている。アミノ酸残基は常にペプチド結合で結合している。タンパク質は口語的にはポリペプチド全般を指すが、単一の鎖だけでなく、複数のポリペプチド鎖が組み合わさった大きな形態や、または完全に機能的な形態を指すこともある。また、タンパク質は、糖鎖や脂質などの非ペプチド成分を含むように修飾することもできる。

### 核酸
核酸の配列は、高分子鎖の5'末端から3'末端までに存在するヌクレオチドを列挙する慣習となっている。ここで、5'および3'は、鎖のリン酸ジエステル結合の形成に関与するリボース環の周囲の炭素の番号付けを示す。このような配列は生体高分子の一次構造と呼ばれる。

### 糖質
高分子多糖は直鎖状または分岐状であり、典型的にはグリコシド結合で結合している。結合の正確な位置はさまざまで、結合する官能基の向きも重要である。その結果、α-およびβ-グリコシド結合が生じて、環内の結合炭素の位置に応じて明確な番号が付けられる。さらに、多くの単位糖は、アミノ化などのさまざまな化学修飾を受ける可能性があり、糖タンパク質のような他の分子の一部を形成することもある。

## 構造上の特徴
配列情報を決定するための生物物理学的手法は数多くある。タンパク質の配列は、エドマン分解によって決定することができる。エドマン分解では、N末端の残基を1つずつ鎖から加水分解し、誘導体化した後に同定する。また、質量分析技術も使用できる。核酸の配列は、ゲル電気泳動やキャピラリー電気泳動を用いて決定することができる。最後に、これらの生体高分子の機械的特性は、多くの場合、光ピンセットや原子間力顕微鏡を使って測定することができる。二面偏波式干渉法は、pH、温度、イオン強度、その他の結合相手によって刺激されたときの、これらの材料のコンフォメーション変化や自己組織化を測定するために使用される。

## 一般的な生体高分子
コラーゲン： コラーゲンは脊椎動物の主要構造であり、哺乳類で最も豊富なタンパク質である。そのため、コラーゲンは最も入手しやすい生体高分子の一つで、多くの研究目的で使用されている。コラーゲンはその機械的構造のために、高い引張強度を持ち、非毒性で吸収されやすく、生分解性のある生体適合性の高い素材である。そのため、組織感染症の治療、ドラッグデリバリーシステム、遺伝子治療など、多くの医療用途に使用されている。
シルクフィブロイン： シルクフィブロイン（SF）は、タンパク質を豊富に含む生体高分子であり、カイコ（Bombyx mori）のような異なる種類のカイコ種から得られる。コラーゲンとは対照的に、SFは引っ張り強度は低いが、不溶性で繊維状のタンパク質組成を持つため、強力な粘着性を備えている。最近の研究では、シルクフィブロインには、抗凝固作用や血小板粘着性があることがわかっている。また、シルクフィブロインは、生体外（in vitro）で幹細胞の増殖を促進することがわかった。
ゼラチン： ゼラチンはシステインからなるI型コラーゲンから得られ、動物の骨、組織、皮膚などのコラーゲンの部分的な加水分解によって生成する。ゼラチンにはA型とB型の2種類があり、A型ゼラチンはコラーゲンを酸加水分解して生成され、18.5％の窒素を含んでいる。B型は18％の窒素を含み、アミド基を持たないアルカリ加水分解によって生成される。温度が高くなるとゼラチンが溶けてコイル状になり、温度が低くなるとコイルかららせん状への変換が起こる。ゼラチンには、NH2、SH、COOHなどの多くの官能基が含まれており、非粒子や生体分子を使用してゼラチンを修飾することができる。ゼラチンは、細胞外マトリックスタンパク質であり、創傷被覆材、ドラッグデリバリー、遺伝子トランスフェクションなどの用途に応用することができる。
デンプン： デンプンは安価な生分解性の生体高分子であり、大量に供給されている。ナノファイバーやマイクロファイバーを高分子マトリックスに添加して、デンプンの機械的特性を高め、弾力性や強度を向上させることができる。ファイバーがないと、デンプンは水分に敏感であるため、機械的性質が劣る。デンプンは生分解性があり再生可能であるため、プラスチックや医薬用錠剤など多くの用途に使用されている。
セルロース： セルロースは、安定性と強度をもたらす鎖が積み重なった非常に複雑な構造でできている。その強度と安定性は、グルコースモノマーがグリコシド結合によって結合したセルロースの直線的な形状に由来する。直線的な形状のため、分子を密に詰めることができる。セルロースは、その豊富な供給量、生体適合性、および環境への優しさから、非常に一般的な用途を持っている。セルロースは、ナノセルロースと呼ばれるナノフィブリルの形で広く使用されている。ナノセルロースを低濃度で含むと透明なゲル素材ができる。この材料は、生物医学分野で非常に有用な、生分解性の均質で緻密なフィルムに使用することができる。
アルギン酸： アルギン酸は、褐藻類から得られる最も豊富な海洋性天然高分子である。アルギン酸生体高分子の用途は、包装、繊維、食品産業から生物医学および化学工学にまで多岐にわたる。アルギン酸のゲル状で吸収性のある特性が発見されたことで、最初の用途は創傷被覆材であった。アルギン酸を傷口に塗布すると、治癒と組織再生に最適な保護ゲル層を形成し、安定した温度環境が維持される。さらに、アルギン酸の密度や繊維組成が多様であるため、薬物放出速度を容易に操作できることから、ドラッグデリバリー媒体としてアルギン酸を使用した開発が行われている。

## 生体高分子の応用
生体高分子の用途は、生物医学的用途と工業用途によって異なる2つの主要な分野に分類できる。 

### 生物医学
生物医学工学の主な目的の一つは、正常な身体機能を維持するために身体の一部を模倣することであり、生体高分子はその生体適合性の特性から、組織工学、医療機器、製薬業界で幅広く使用されている。多くの生体高分子は、その機械的特性により、再生医療、組織工学、ドラッグデリバリー、そして医療用途の全般で使用することができる。それらは、創傷治癒、生体活性の触媒作用、および非毒性などの特徴を備えている。免疫原性の拒絶反応や分解後の毒性などのさまざまな欠点を持つ可能性のある合成高分子と比べ、多くの生体高分子は人体に類似したより複雑な構造を持つため、通常、身体への統合性に優れている。
より具体的には、コラーゲンやシルクなどのポリペプチドは安価で入手しやすい生体適合性材料であり、画期的な研究で使用されている。ゼラチン高分子は、接着剤として創傷被覆材によく使用される。ゼラチンを使用した足場やフィルムによって薬剤やその他の栄養素を保持し、傷口に供給して治癒することができる。
コラーゲンは生物医科学で使用される生体高分子の中でも特に人気があるため、次にその使用例を示す。
コラーゲンベースのドラッグデリバリーシステム： コラーゲンフィルムはバリア膜のように機能し、感染した角膜組織や肝臓がんなどの組織感染症の治療に使用される。コラーゲンフィルムはすべて、骨形成を促進する遺伝子導入担体として使用されている。
コラーゲンスポンジ： コラーゲンスポンジは、火傷患者やその他の重傷を治療するための包帯として使用される。コラーゲンベースのインプラントは、火傷の傷口や皮膚の交換に使用される培養皮膚細胞や薬物担体に使用される。
止血剤としてのコラーゲン： コラーゲンが血小板と相互作用すると、血液を急速に凝固させる。この急速な凝固により、一時的な骨組みが生成されるため、繊維質間質が宿主細胞によって再生される。コラーゲンベースの止血剤は、組織での出血を抑え、肝臓や脾臓などの細胞器官での出血を管理するのに役立つ。
キトサンもまた、生物医学研究において人気の高いもう1つの生体高分子である。キトサンは、甲殻類や昆虫の外骨格の主成分であり、世界で2番目に豊富な生体高分子であるキチンに由来する。キトサンは生物医科学のための多くの優れた特性を持っている。キトサンは生体適合性があり、生体からの有益な反応を促す高い生物活性を持ち、生分解性があるためインプラント用途では2回目の手術を必要とせず、選択的透過性があるゲルやフィルムを形成することができる。これらの特性により、キトサンのさまざまな生物医学的応用が可能になる。
ドラッグデリバリーとしてのキトサン： キトサンは、薬物の吸収や安定性を向上させる可能性があるため、主に薬物ターゲティングで使用されている。さらに、抗がん剤を結合させたキトサンは、遊離薬物をがん組織に徐々に放出させることで、より優れた抗がん作用を発揮することができる。
抗菌剤としてのキトサン： キトサンは、微生物の成長を止めるために使用される。藻類、真菌、細菌、異なる酵母種のグラム陽性菌などの微生物で抗菌作用を発揮する。
組織工学のためのキトサン複合体： キトサンとアルギン酸を配合したものを併用して機能的な創傷被覆材を構成している。これらの包帯は、治癒プロセスを助ける湿った環境を作り出す。この創傷被覆材はまた、生体適合性と生分解性に優れており、多孔質の構造を持っているため、細胞が被覆材の中で成長することができる。

### 工業
食品：生体高分子は、食品業界において、包装、食用カプセル化フィルム、食品のコーティングなどに使用されている。ポリ乳酸（PLA）は、澄んだ色と耐水性があるため、食品業界では非常に一般的な素材である。しかし、ほとんどの高分子は親水性の性質であり、水分に触れると劣化が始まる。また、生体高分子は、食品を包む可食フィルムとしても利用されている。これらのフィルムは、抗酸化物質、酵素、プロバイオティクス、ミネラル、ビタミンなどを運ぶことができる。生体高分子フィルムに包まれた食品を摂取することで、これらを体内に供給することができる。
パッケージング： パッケージングで使用される最も一般的な生体高分子は、ポリヒドロキシアルカン酸（PHA）、ポリ乳酸（PLA）、およびデンプンである。デンプンとPLAは市販され、生分解性があるため、一般的なパッケージの選択肢となっている。ただし、その遮断性や熱的特性は理想的なものではない。親水性高分子は耐水性がなく、水がパッケージを通り抜けて、パッケージの内容物に影響を与える可能性がある。ポリグリコール酸（PGA）は優れた遮断性を持った生体高分子で、PLAやデンプンによるバリア障害を直すために使用されるようになった。
水質浄化： 水質浄化では、キトサンと呼ばれる新しい生体高分子が使用されている。キトサンは、数年ではなく数週間から数ヶ月で環境中に分解される清澄剤（せいちょうざい）として使用される。キトサンは、水に含まれる金属を除去するキレート化により、水を浄化する。キレート化とは、高分子鎖に沿った結合部位が水中の金属と結合してキレートを形成することである。キトサンは、汚染された可能性のある雨水流や廃水を浄化するために多くの状況で使用されてきた。

## 素材として
PLA、自然起源のゼイン、ポリヒドロキシ酪酸などの一部の生体高分子は、ポリスチレンまたはポリエチレンをベースにしたプラスチックの代わりに使用することができる。
プラスチックの中には「分解性」、「酸素分解性」、または「紫外線分解性」と呼ばれるものがある。これは、光や空気に触れると分解されることを意味するものの、これらのプラスチックは依然として主に（98%も）石油をベースとしており、現在、包装および包装廃棄物に関する欧州連合の指令（94/62/EC）の下で「生分解性」と認定されていない。これに対し、生体高分子は分解され、そして家庭でのコンポスト化に適したものもある。
生体高分子（再生可能高分子とも呼ばれる）は、バイオマスから製造され、包装業界で使用される。バイオマスは、テンサイ、ジャガイモ、小麦などの作物に由来する。生体高分子の生産に使用される場合、これらは非食用作物として分類される。これらは次のような経路で変換される。
- 甜菜（テンサイ）→ グリコール酸 → ポリグリコール酸（PGA）
- デンプン →（発酵）→ 乳酸 → ポリ乳酸（PLA）
- バイオマス →（発酵）→ バイオエタノール → エテン → ポリエチレン

生体高分子から、さまざまな種類のパッケージ材を作ることができ、たとえば食品トレイ、壊れやすい商品を輸送するための発泡デンプンの緩衝材、包装用の薄膜などがある。

### 環境への影響
生体高分子は、無限に増やせる植物を原料としているため、持続可能でカーボンニュートラルであり、常に再生可能である。これらの植物材料は、農業の非食用作物から得られる。そのため、生体高分子を使用することで、持続可能な産業を生み出すことができる。一方、石油化学製品から得られる高分子の原料はいずれ枯渇する。さらに、生体高分子には、二酸化炭素の排出量を削減し、大気中のCO2の量を減らす可能性がある。これは、生体高分子が分解される際に放出されるCO2が、生体高分子の代わりに栽培される作物に再吸収される可能性があるため、カーボンニュートラルに近い状態になるためである。
生体高分子は生分解性があり、堆肥化が可能なものもある。生体高分子の中には、微生物によってCO2と水に分解される生分解性を持つものがある。これらの生分解性生体高分子の中には、コンポスト化が可能なものもある。それらは工業的コンポスト化プロセスに投入することができ、6ヶ月以内に90％分解される。これを実現した生体高分子には、欧州規格EN 13432 (2000)に基づき、「コンポスト可能」マークを付けることができる。コンポスト化可能な高分子の例としては、厚さ20 μm未満のPLAフィルムがある。それ以上の厚さのフィルムは、「生分解性」であってもコンポスト化可能とは見なされない。ヨーロッパには、ホームコンポスト基準とそれに関連するロゴがあり、消費者が堆肥の山の中のパッケージを識別して廃棄することができる。

## 参照項目
- 生体材料
- バイオプラスチック
- 食品微生物学#微生物のバイオポリマー（英語版）
- 縮合重合
- 縮合タンニン（英語版）
- DNAシークエンシング
- Template:Slink
- メラニン
- 非食用作物
- ホスホロアミダイト
- 高分子化学
- シーケンス制御ポリマー（英語版）
- シークエンス#生物学
- 小分子
- みみず鎖（英語版）

- 核酸構造
- タンパク質構造